# Abia (rege)
Abia (tatăl mărilor, tatăl meu este marea sau tatăl meu este zeul Yam) a fost al doilea rege al Regatului Iuda, al patrulea rege din Casa lui David, fiul lui Roboam și al Maacăi, nepotul lui Solomon și strănepotul lui David. El a domnit între 915 î.Hr. - 913 î.Hr. (Albright), 913 î.Hr. - 911 î.Hr. (Thiele) sau 914 î.Hr - 911 î.Hr. (Galil).

## Domnie
Abia s-a luptat, ca și tatăl său, cu Ieroboam, regele Israelului. El l-a învins pe acesta în Munții lui Efraim, omorându-i cinci sute de mii de oameni, iar restul făcându-i prizonieri. Ieroboam a fugit și Abia a luat orașele Betel, Ieșana și Efron (III Regi 15:1-8 și II Cronici 13:1-22).
În afară de Biblie, Abia mai este pomenit și în Cartea Regilor din Iuda și în cărțile proorocului Ido, contemporan cu Abia.
Abia a avut paisprezece soții care i-au născut douăzeci și doi de băieți și șaisprezece fete. Când a murit, Abia a fost înmormântat cu strămoșii săi în Ierusalim. Asa, fiul său, i-a urmat la tron.
1. ↑  16, Cartea a doua Paralipomena
2. ↑  2, Cartea a treia a Regilor
3. ↑  10, Cartea întâi Paralipomena
4. ↑   https://bibleinterp.arizona.edu/articles/2008/12/isb288001 Lipsește sau este vid: |title= (ajutor)